# Пищур Олександр Олександрович
Олександр Олександрович Пищур (нар. 24 січня 2005, Чернігів, Україна) — український футболіст, нападник угорського клубу «Академія Пушкаша II».

## Життєпис
Народився в Чернігові. У ДЮФЛУ з 2016 по 2022 рік виступав за чернігівську «Десну» та МФА (Мукачево). 
Влітку 2021 року переведений у МФА (Мукачево). У футболці мукачівського клубу дебютував 4 серпня 2021 року в програному (0:2) виїзному поєдинку першого попереднього раунду кубку України проти підмонастирського «Фенікса». Олександр вийшов на поле на 56-й хвилині, замінивши Даніїла Волкова. У Другій лізі України дебютував за МФА 1 жовтня 2021 року в переможному (1:0) виїзному поєдинку 1-го туру групи А проти київського «Рубікона». Пищур вийшов на поле в стартовому складі, на 64-й хвилині відзначився першим голом у дорослому футболі, на 80-й хвилині отримав жовту картку, а на 83-й хвилині його замінив Дмитро Добранський. Восени 2021 року зіграв 7 матчів (1 гол) у Другій лізі України та 1 поєдинок у кубку України.
У січні 2022 року перейшов до угорського клубу «Академія Пушкаша II», який у сезоні 2021/22 років виступав за Немзеті Байноксага III (третій за силою чемпіонат країни).

## Особисте життя
Батько, Олександр Пищур, також професіональний футболіст.

## Статистика виступів

### Клубна
Станом на 18 квітня 2022
| Клуб                  | Сезон             | Ліга                  | Ліга  | Ліга | Кубок | Кубок | Єврокубки | Єврокубки | Інші  | Інші | Загалом | Загалом |
| Клуб                  | Сезон             | Дивізіон              | Матчі | Голи | Матчі | Голи  | Матчі     | Голи      | Матчі | Голи | Матчі   | Голи    |
| --------------------- | ----------------- | --------------------- | ----- | ---- | ----- | ----- | --------- | --------- | ----- | ---- | ------- | ------- |
| «Мункач» (Мукачево)   | 2021–22           | Друга ліга України    | 7     | 1    | 1     | 0     | 0         | 0         | 0     | 0    | 8       | 1       |
| «Академія Пушкаша II» | 2021–22           | Немзеті Байноксаг III | 0     | 0    | 0     | 0     | 0         | 0         | 0     | 0    | 0       | 0       |
| Усього за кар'єру     | Усього за кар'єру | Усього за кар'єру     | 7     | 1    | 1     | 0     | 0         | 0         | 0     | 0    | 8       | 1       |